# سحلية دودية رملية
سحلية دودية رملية أو سحدودة رملية (الاسم العلمي: Amphisbaena arenaria) هي نوع من الزواحف يتبع جنس السحلية الدودية من الفصيلة السحالي الدودية.